# Tuğba Karakaya
Tuğba Karakaya (ur. 16 lutego 1991 w Kayseri) – turecka lekkoatletka specjalizująca się w biegach średniodystansowych.
Podczas mistrzostw Europy juniorów w 2009 zajęła szóstą lokatę w biegu na 5000 oraz siódmą w biegu na 3000 metrów. W 2010 bez większych sukcesów startowała na dystansach 1500 i 3000 metrów na mistrzostwach świata juniorów w Moncton. Młodzieżowa mistrzyni Europy z Ostrawy w biegu na 1500 metrów – po tym sukcesie zajęła na tym dystansie ósmą lokatę w mistrzostwach świata. W 2012 startowała na igrzyskach olimpijskich w Londynie, na których odpadła w eliminacjach biegu na 1500 metrów. W 2013 zdobyła dwa brązowe medale igrzysk śródziemnomorskich.
Czterokrotnie uczestniczyła w mistrzostwach Europy w biegach przełajowych (w latach 2007–2010).  

## Rekordy życiowe
- bieg na 800 metrów – 2:01,65 (2 czerwca 2013, Izmir)
- bieg na 1500 metrów – 4:03,41 (15 sierpnia 2011, Samsun)
- bieg na 3000 metrów – 9:10,49 (26 maja 2012, Vila Real de Santo António)
- bieg na 5000 metrów – 16:31,94 (27 maja 2012, Vila Real de Santo António)